# 메타폰트
메타폰트(Metafont)는 벡터 글꼴을 정의하는 데 사용되는 설명 언어 중 하나이다. 메타폰트 코드를 실행하는 인터프리터의 이름이기도 한데, 예를 들어 포스트스크립트(PostScript)에 임베디드할 수 있는 비트맵 글꼴을 생성한다. 메타폰트는 도널드 커누스(Donald Knuth)에 의해 TeX 조판 시스템 상에서 작동되도록 고안되었다. 
메타폰트의 특징 중 하나는 글리프(자체)의 모든 모양이 기하학적 방정식으로 정의된다는 것이다. 특히, 주어진 점을 선분과 베지어 곡선의 교점으로 정의할 수 있다.

## 예
다음 예제는 글꼴의 문자 "B"에 대해 눕혀지고 닫힌 콩모양을 만든다.
```
%file name: beta.mf

%mode_setup;

% Define a beanlike shape for the character B

beginchar
("B",11pt#,11pt#,0)
;

  
% Setup coordinates as an equation system

  
y1=y2=y3=0;

  
y4=y5=y6=h;

  
x1=x4=0;

  
x2=x5=w;

  
x3=x6=2*w;

  
% Define pen

  
pickup
 
pencircle
 
xscaled
 
0.2w
 
yscaled
 
0.04w
 
rotated
 
45;

  
% Draw the character curve

  
draw
 
z1..z3..z6
{
z2-z6
}
..z5..
{
z4-z2
}
z4..cycle;

endchar;

end

```

그러면 다음과 같은 글리프가 생성된다.
위의 예제는 다음과 같은 명령 행을 사용하여 처리된다.
```
mf '\mode=ljfour; mode_setup; input beta.mf'; gftopk beta.600gf beta.600pk
```

그런 다음 다음과 같은 LaTeX 파일에서 사용할 수 있다.(모든 파일은 같은 디렉토리에 있어야한다. 또는 적절한 방법을 사용하여 TeX 시스템이 이 정보를 참조할 수 있게해야 한다)
```
\documentclass
{
article
}

\newfont
{
\letterbeta
}{
beta
}

\newcommand
{
\otherbeta
}{{
\letterbeta
 B
}}

\begin
{
document
}

Let’s try having a strange 
\otherbeta\ 
here.

\end
{
document
}

```

결과 PDF 파일은 다음과 같을 것이다.

## 같이 보기
- 외곽선 글꼴

## 참고 자료
- 도널드 커누스(Donald Knuth): Metafont: The Program, Addison-Wesley 1986.  ISBN 0-201-13438-1
- Donald Knuth: The Metafontbook, Addison-Wesley 1986.  ISBN 0-201-13444-6 . The source code of the book in TeX (and a needed macro) is available online on CTAN.
- Donald Knuth: The Metafont source code is written in the WEB programming language, and includes very extensive documentation about the algorithms used in Metafont.
- Yannis Haralambous, "Fonts and Encodings", O'Reilly 2007, ISBN 0-596-10242-9, Appendix F: "METAFONT and its derivatives"
- K. Píška, "Creating Type 1 fonts from Metafont sources: comparison of tools, techniques and results", in TeX, XML, and Digital Typography (Springer-Verlag, Berlin, 2004), Lect. Notes Comput. Sci., Vol. 3130, pp. 240–56. preprint
- Hofstadter, Douglas R., "Metafont, Metamathematics, and Metaphysics: Comments on Donald Knuth's Article 'The Concept of a Meta-Font'" Visible Language, Vol. XVI no. 4, pp. 309–338 (republished in Hofstadter's book Metamagical Themas, NY: Basic Books, 1985)